# Fumana thymifolia
Fumana thymifolia é uma espécie de planta com flor pertencente à família Cistaceae. 
A autoridade científica da espécie é (L.) Spach ex Webb, tendo sido publicada em Annales des Sciences Naturelles; Botanique, sér. 2, 6: 271. 1836.

## Portugal
Trata-se de uma espécie presente no território português, nomeadamente em Portugal Continental.
Em termos de naturalidade é nativa da região atrás indicada.

## Protecção
Não se encontra protegida por legislação portuguesa ou da Comunidade Europeia.